# Europese kampioenschappen veldrijden 2022 - Meisjes junioren
Het Europees kampioenschap veldrijden 2022 voor meisjes junioren werd gehouden op zaterdag 5 november op de Citadel van Namen in het Belgische Namen. De Nederlandse Lauren Molengraaf won haar eerste titel bij de junioren.

## Uitslag
| Pos.          | Renster                         | Land                | Tijd      |
| ------------- | ------------------------------- | ------------------- | --------- |
| Europese trui | Lauren Molengraaf               | Nederland           | 36'55"    |
| Zilver        | Valentina Corvi                 | Italië              | + 3"      |
| Brons         | Xaydee Van Sinaey               | België              | + 14"     |
| 4             | Cat Ferguson                    | Verenigd Koninkrijk | + 48"     |
| 5             | Amandine Muller                 | Frankrijk           | + 1'04"   |
| 6             | Eliska Hanáková                 | Tsjechië            | + 1'17"   |
| 7             | Célia Gery                      | Frankrijk           | + 1'31"   |
| 8             | Viktória Chladonová             | Tsjechië            | + 1'39"   |
| 9             | Julie Lillelund                 | Denemarken          | + 1'47"   |
| 10            | Shanyl De Schoesitter           | België              | + 1'52"   |
| 11            | Arianne Bianchi                 | Italië              | + 2'00"   |
| 12            | Vanda Dlasková                  | Tsjechië            | + 2'21"   |
| 13            | Jana Glaus                      | Zwitserland         | + 2'29"   |
| 14            | Muriel Furrer                   | Zwitserland         | + 2'42"   |
| 15            | Elizabeth McKinnon              | Verenigd Koninkrijk | + 2'56"   |
| 16            | Karla Nováková                  | Tsjechië            | + 2'57"   |
| 17            | Imogen Wolff                    | Verenigd Koninkrijk | + 3'02"   |
| 18            | Anais Moulin                    | Frankrijk           | + 3'12"   |
| 19            | Messane Bräutigam               | Duitsland           | + 3'16"   |
| 20            | Alice Colling                   | Verenigd Koninkrijk | + 3'19"   |
| 21            | Alicja Matula                   | Polen               | + 3'36"   |
| 22            | Lore De Schepper                | België              | + 3'43"   |
| 23            | Julie Märkl                     | Duitsland           | + 3'51"   |
| 24            | Lore Sas                        | België              | + 4'00"   |
| 25            | Wendy Bunea                     | België              | z.t.      |
| 26            | Puck Langenbarg                 | Nederland           | + 4'15"   |
| 27            | Libby Bell                      | Verenigd Koninkrijk | + 4'22"   |
| 28            | Sofia Ungerová                  | Slowakije           | + 4'38"   |
| 29            | Katerina Douberová              | Tsjechië            | + 4'41"   |
| 30            | Finley Aspholm                  | Finland             | + 5'16"   |
| 31            | Alexandra Valade                | Frankrijk           | + 5'27"   |
| 32            | Dorota Vojtisková               | Slowakije           | + 5'32"   |
| 33            | Sara Sonnemans                  | Nederland           | + 5'38"   |
| 34            | Olympia Bianca Norrid-Mortensen | Denemarken          | + 5'40"   |
| 35            | Nora Fischer                    | Oostenrijk          | + 5'44"   |
| 36            | Maria Filgueiras Barcenilla     | Spanje              | + 5'57"   |
| 37            | Bloeme Kalis                    | Nederland           | + 6'30"   |
| 38            | Maja Jozkovicz                  | Polen               | + 7'30"   |
| 39            | Aroa Otero Taboas               | Spanje              | + 7'45"   |
| 40            | Nahia Arana Quintanilla         | Spanje              | + 8'28"   |
| 41            | Roxanne Takken                  | Nederland           | + 9'04"   |
| 42            | Nelia Kabetaj                   | Albanië             | + 1 ronde |
| 43            | Uxia Soto Alvarez               | Spanje              | + 1 ronde |
| 44            | Kaija Budde                     | Duitsland           | + 1 ronde |
| -             | Jana Van der Veken              | België              | DNF       |

| Pos. | Punten | Prijzengeld |
| ---- | ------ | ----------- |
| 1    | 60     | € 350       |
| 2    | 40     | € 200       |
| 3    | 30     | € 150       |
| 4    | 25     | -           |
| 5    | 20     | -           |
| 6    | 17     | -           |
| 7    | 15     | -           |
| 8    | 12     | -           |
| 9    | 10     | -           |
| 10   | 8      | -           |
| 11   | 6      | -           |
| 12   | 4      | -           |
| 13   | 2      | -           |
| 14   | 1      | -           |

## Reglementen

### Landenquota
Nationale federaties mochten het volgende aantal deelnemers inschrijven:
- 8 rijdsters + 4 reserve rijdsters

### Startvolgorde
De startvolgorde per categorie was als volgt:
1. Meest recente UCI ranking veldrijden
2. Niet gerangschikte rensters: per land in rotatie (o.b.v. het landenklassement van het laatste WK). De startvolgorde van niet gerangschikte rensters binnen een team werd bepaald door de nationale federatie.

2019 ·
2020 ·
2021 ·
2022